# Gefangen im Kaukasus
Gefangen im Kaukasus ist ein russisch-kasachisches Filmdrama von Sergei Bodrow aus dem Jahr 1996. Es beruht lose auf der Kurzgeschichte Der Gefangene im Kaukasus von Lew Tolstoi. Der Antikriegsfilm handelt von der Gefangenschaft zweier, sehr unterschiedlicher russischer Soldaten während des Ersten Tschetschenienkrieges in einem kleinen Dorf.
Der Film wurde 1996 mit dem europäischen Filmpreis für das beste Drehbuch sowie 1997 mit vier Nikas ausgezeichnet und war zudem sowohl für den Oscar als auch den Golden Globe als bester fremdsprachiger Film nominiert.

## Handlung
Der junge Iwan Schilin wird gemustert. Kurz darauf ist er mit zwei weiteren Soldaten, darunter dem kriegserfahrenen Unteroffizier Sascha, in Tschetschenien unterwegs, als ihr Panzer von einer Gruppe Tschetschenen angegriffen wird. Einer der Soldaten wird getötet, während Iwan und Sascha als Geiseln in ein Dorf in den Bergen gebracht und in einem Stall eingesperrt werden. Es zeigt sich, dass Dorfchef Abdul Murat die beiden gegen seinen Sohn tauschen will, der in der nahegelegenen und von Russen kontrollierten Stadt im Gefängnis sitzt. Ein Freikauf war vorher gescheitert.
Ein erster Übergabeversuch scheitert, da die Russen die Tschetschenen hereinlegen wollen, glauben sie doch nicht, dass diese zwei russische Soldaten als Geiseln halten. Abdul Murat weist Iwan und Sascha nun an, einen Brief an ihre Mütter zu schreiben, in dem sie sie auffordern, in die Stadt zu kommen, um eine Freilassung der Söhne durchzusetzen und so den Tausch zu forcieren. Es wird zehn Tage dauern, bis die Post zugestellt ist. In dieser Zeit werden die beiden Russen zur Arbeit angehalten. Sie schleppen Steine und müssen russische Landminen entschärfen. Damit erarbeiten sie sich Respekt unter den Dorfbewohnern. Auch das Verhältnis zu ihrem Aufpasser, dem stummen Hasan, wird herzlicher, wie auch Iwan und Sascha untereinander sich immer kameradschaftlicher begegnen, hatte der höherrangige Sascha den Rekruten Iwan doch zunächst abgelehnt. Iwan beginnt zudem ein Vertrauensverhältnis zu Abduls Tochter Dina aufzubauen, die die beiden Gefangenen mit Essen versorgt.
Iwans Mutter erscheint in der Stadt und beginnt mit Abdul zu verhandeln. Tatsächlich kann sie bei der russischen Verwaltung einen Tausch von Abduls Sohn gegen die Gefangenen durchsetzen, was Iwan und Sascha jedoch nicht wissen. Sie fliehen eines Nachts und töten dabei Hasan sowie später einen Schäfer, um an dessen Waffe zu kommen. Beide werden erneut gefangen genommen und Sascha kurz darauf wegen der Tötung des Schäfers hingerichtet. Iwan wird nun allein in einem Erdloch gefangen gehalten und heimlich von Dina mit Essen versorgt. Bei der Vorbereitung des Gefangenenaustauschs flieht Abduls Sohn aus dem Gefängnis und wird auf der Flucht erschossen. Dina überbringt Iwan diese Nachricht und auch den Hinweis, dass er am nächsten Tag sterben muss. Sie organisiert die Schlüssel für seine Fesseln, doch weigert sich Iwan, zu fliehen, da er Rache an Dina für seine Flucht fürchtet. Iwan wird kurz darauf von Abdul abgeholt und weggeführt. Dina bittet für sein Leben und Abdul verzichtet am Ende darauf, Iwan zu erschießen. Iwan kann nach einem Krankenhausaufenthalt mit seiner Mutter zurück nach Hause reisen. Er gesteht, all die Leute gerne in seinen Träumen wiedersehen zu wollen, doch würden sie nie erscheinen.

## Produktion
Gefangen im Kaukasus ist eine moderne Adaption der Kurzgeschichte Der Gefangene im Kaukasus. Während die Kurzgeschichte im Kaukasuskrieg spielt, thematisiert der Film den Ersten Tschetschenienkrieg, der bis 1996 ging. Gedreht wurde rund sieben Monate in der Republik Dagestan im Nordkaukasus; beim kaukasischen Dorf handelt es sich um den Aul Rechi. Bodrow besetzte in der Rolle des Iwan seinen eigenen Sohn, der hier sein Filmdebüt gab. Während der Dreharbeiten erhielt Bodrow junior tatsächlich seinen Musterungsbescheid.
Gefangen im Kaukasus kam am 15. März 1996 in die russischen Kinos. Im September 1996 wurde er auf dem Toronto International Film Festival und im Oktober 1996 auf dem Chicago International Film Festival gezeigt. In Deutschland wurde er zunächst am 3. April 1997 als Eröffnungsfilm der Internationalen Grenzland-Filmtage in Selb gezeigt, lief am 29. Mai 1997 in den Kinos an und wurde am 17. Mai 1999 auf Video veröffentlicht.

## Kritik
Für den film-dienst war Gefangen im Kaukasus ein „[n]achdenklicher, nüchterner Film […], der beobachtend-analytisch den Möglichkeiten nachspürt, die Grenzen kollektiver Vorurteile zu überwinden, und dadurch die Zwangsläufigkeit von Krieg und Vergeltung in Frage stellt.“ Der Spiegel bezeichnete Gefangen im Kaukasus als „Ausnahme-Film“, der den Werken Abbas Kiarostamis ähnele: Wie Kiarostami „liebt Bodrow die Verschwiegenheit, die das Einfachste zum Eindringlichsten macht, ein Kino, dem der Schmerz nah ist.“
„Unprätentiöse Erzählung über Menschen zwischen den Fronten“, fasste Cinema zusammen. Bodrows Film sei „hart und zart, in bester Tradition des russischen Kinos, aber vollkommen unideologisch“, schrieb die Frankfurter Rundschau. Für den Tagesspiegel war der Film „präzis, sparsam, quellwasserklar […] – doch welche Chance hat seine kluge Stille gegen den Schauwert des Gemetzels?“ Für die Stuttgarter Zeitung „nähert sich [Bodrow] der Tragödie in Tschetschenien vergleichsweise unspektakulär. Seine simple Geschichte benötigt keinen Geschützdonner, um die Grausamkeit des Konflikts zu vermitteln. […] Stilsicher und ohne falsche Sentimentalität verzichtet ‚Gefangen im Kaukasus‘ auf Schuldzuweisungen. Und diese Distanz läßt die Gräben zwischen Moskau und den abtrünnigen Moslems besonders scharf hervortreten.“

## Auszeichnungen (Auswahl)
Auf dem Internationalen Filmfestival Karlovy Vary gewann Gefangen im Kaukasus 1996 den Kristallglobus und den Preis der Ökumenischen Jury. Im selben Jahr erhielten Alijew Tagijewitsch, Boris Giller und Sergei Bodrow den Europäischen Filmpreis in der Kategorie Bestes Drehbuch.
Gefangen im Kaukasus wurde 1997 für einen Oscar als Bester fremdsprachiger Film nominiert und erhielt bei den Golden Globe Awards 1997 eine Nominierung in der Kategorie Bester fremdsprachiger Film. In sechs Kategorien wurde der Film 1997 mit dem Filmpreis Nika ausgezeichnet: in den Kategorien Bester Film, Beste Regie, Bestes Drehbuch, Bester Tonschnitt und Bester Schauspieler (je ein Preis für Oleg Menschikow und Sergei Bodrow). Pawel Lebeschew erhielt eine Nika-Nominierung für die Beste Kamera. Bei den Satellite Awards wurde der Film 1997 als Bester fremdsprachiger Film nominiert.